# Holton cum Beckering
Holton cum Beckering est une paroisse civile et un village du Lincolnshire, en Angleterre.